# Almendra (kommun i Spanien, Kastilien och Leon)
Almendra är en kommun i Spanien.   Den ligger i provinsen Provincia de Salamanca och regionen Kastilien och Leon, i den nordvästra delen av landet, 240 km väster om huvudstaden Madrid. Antalet invånare är 183. Arean är 39 kvadratkilometer.
Terrängen i Almendra är platt.